# Spinda
Spinda és una de les espècies que apareixen a la franquícia Pokémon. És de tipus normal. El seu nom prové de Spin ('girar' en anglés) i Panda (animal en el qual es va inspirar el creador).
Aquest personatge és aquell que més formes té fins ara dins de l'univers Pokémon. Es calcula que té unes 4.000.000.000 de formes gràcies al valor de la personalitat dins del joc, cada forma només varia l'ordre de les taques. A més a més, com tots els personatges es pot trobar en la seua forma variocolor, que té les taques de color verd en compte de roig com la seua forma normal. Per tant, hi ha 8.000.000.000 de formes diferents d'aquest Pokémon.
En els jocs per a videoconsola, aquest Pokémon es pot atrapar de manera normal i corrent. En el joc Pokémon Go, és un dels pocs Pokémon no llegendaris que no es poden atrapar en estat salvatge, sinó que requereixen una missió especial.